# 2010 World Tour
2010 World Tour bylo koncertní turné americké blues rockové hudební skupiny ZZ Top, konané mezi dubnem a prosincem roku 2010. Skupina celkem odehrála 83 koncertů, z toho 52 v Severní Americe, 5 v Jižní Americe a 26 v Evropě.

## Koncerty
| Datum             | Město               | Stát                   | Místo konání                     |
| Severní Amerika   | Severní Amerika     | Severní Amerika        | Severní Amerika                  |
| ----------------- | ------------------- | ---------------------- | -------------------------------- |
| 23. duben 2010    | Tyler               | Spojené státy americké | The Oil Palace                   |
| 24. duben 2010    | Beaumont            | Spojené státy americké | Ford Park                        |
| 25. duben 2010    | Austin              | Spojené státy americké | The Backyard                     |
| 29. duben 2010    | West Palm Beach     | Spojené státy americké | SunFest                          |
| 30. duben 2010    | Melbourne           | Spojené státy americké | King Center                      |
| 4. květen 2010    | Jacksonville        | Spojené státy americké | Times-Union Center               |
| 5. květen 2010    | Columbus            | Spojené státy americké | Columbus Civic Center            |
| 7. květen 2010    | Little Rock         | Spojené státy americké | Riverfest Amphitheater           |
| 8. květen 2010    | Atlanta             | Spojené státy americké | Chastain Park                    |
| 9. květen 2010    | Tupelo              | Spojené státy americké | BancorpSouth Arena               |
| Jižní Amerika     |                     |                        |                                  |
| 18. květen 2010   | Santiago de Chile   | Chile                  | Movistar Arena                   |
| 20. květen 2010   | São Paulo           | Brazílie               | Via Funchal                      |
| 21. květen 2010   | São Paulo           | Brazílie               | Via Funchal                      |
| 23. květen 2010   | Porto Alegre        | Brazílie               | Pepsi On Stage                   |
| 26. květen 2010   | Buenos Aires        | Argentina              | Luna Park                        |
| Severní Amerika   |                     |                        |                                  |
| 28. květen 2010   | Speedway            | Spojené státy americké | Indianapolis 500                 |
| 29. květen 2010   | Pryor               | Spojené státy americké | Rocklahoma                       |
| 8. červen 2010    | Cranbrook           | Kanada                 | Cranbrook Recreational Complex   |
| 24. červen 2010   | Bloomington         | Spojené státy americké | U.S. Cellular Coliseum           |
| 25. červen 2010   | Milwaukee           | Spojené státy americké | Summerfest                       |
| 26. červen 2010   | Bridgeview          | Spojené státy americké | Crossroads Guitar Festival       |
| 26. červen 2010   | Milwaukee           | Spojené státy americké | Summerfest                       |
| Evropa            |                     |                        |                                  |
| 2. červenec 2010  | Skånevik            | Norsko                 | Skånevik Bluesfestival           |
| 3. červenec 2010  | Järvenpää           | Finsko                 | PuistoBlues                      |
| 5. červenec 2010  | Monte Carlo         | Monako                 | Prince’s Palace of Monaco        |
| 6. červenec 2010  | Toulouse            | Francie                | Le Zénith                        |
| 8. červenec 2010  | Bayonne             | Francie                | Arena of Bayonne                 |
| 9. červenec 2010  | Nîmes               | Francie                | Arena of Nîmes                   |
| 10. červenec 2010 | Locarno             | Švýcarsko              | Moon and Stars Festival          |
| 12. červenec 2010 | Řím                 | Itálie                 | Capannelle Racecourse            |
| 13. červenec 2010 | Licca               | Itálie                 | Piazza Napoleone                 |
| 14. červenec 2010 | Piazzola sul Brenta | Itálie                 | Villa Contarini                  |
| 15. červenec 2010 | Milán               | Itálie                 | Arena Civica                     |
| 16. červenec 2010 | Aix-les-Bains       | Francie                | Musilac Festival                 |
| 18. červenec 2010 | Kempten             | Německo                | Big Box Concert Hall             |
| 19. červenec 2010 | Eckbolsheim         | Francie                | Zénith de Strasbourg             |
| 20. červenec 2010 | Tienen              | Belgie                 | Suikerrock                       |
| 22. červenec 2010 | Nantes              | Francie                | Le Zénith                        |
| 24. červenec 2010 | Londýn              | Anglie                 | High Voltage Festival            |
| Severní Amerika   |                     |                        |                                  |
| 31. červenec 2010 | Stillwater          | Spojené státy americké | Tumbleweed Concert Arena         |
| 1. srpen 2010     | Southaven           | Spojené státy americké | Snowden Grove Amphitheater       |
| 4. srpen 2010     | Clearfield          | Spojené státy americké | Clearfield County Fair           |
| 7. srpen 2010     | Wisconsin Dells     | Spojené státy americké | Crystal Grand Music Theatre      |
| 9. srpen 2010     | Sturgis             | Spojené státy americké | Buffalo Chip Campground          |
| 10. srpen 2010    | Sioux Falls         | Spojené státy americké | Sioux Empire Fair                |
| 13. srpen 2010    | West Wendover       | Spojené státy americké | Wendover Peppermill              |
| 14. srpen 2010    | Murphys             | Spojené státy americké | Ironstone Vineyards              |
| 15. srpen 2010    | Costa Mesa          | Spojené státy americké | Orange County Fair               |
| 19. srpen 2010    | Rio Puerco          | Spojené státy americké | Route 66 Casino                  |
| 20. srpen 2010    | Las Vegas           | Spojené státy americké | Las Vegas Hilton                 |
| 21. srpen 2010    | Las Vegas           | Spojené státy americké | Las Vegas Hilton                 |
| 22. srpen 2010    | Jackpot             | Spojené státy americké | Cactus Pete’s                    |
| 24. srpen 2010    | Lancaster           | Spojené státy americké | Antelope Valley                  |
| 25. srpen 2010    | Livermore           | Spojené státy americké | Wente Vineyards                  |
| 27. srpen 2010    | Salem               | Spojené státy americké | Oregon State Fair                |
| 29. srpen 2010    | Snoqualmie          | Spojené státy americké | Snoqualmie Casino                |
| 4. září 2010      | Del Mar             | Spojené státy americké | Del Mar Racetrack                |
| 5. září 2010      | Laughlin            | Spojené státy americké | Aquarius Casino Resort           |
| 9. září 2010      | Rama                | Kanada                 | Casino Rama                      |
| 10. září 2010     | Rama                | Kanada                 | Casino Rama                      |
| 12. září 2010     | New York City       | Spojené státy americké | Beacon Theatre                   |
| 13. září 2010     | New York City       | Spojené státy americké | Beacon Theatre                   |
| 14. září 2010     | Richmond            | Spojené státy americké | National Theatre                 |
| 16. září 2010     | Tampa               | Spojené státy americké | St. Pete Times Forum             |
| 18. září 2010     | Raleigh             | Spojené státy americké | Time Warner Cable Music Pavilion |
| 19. září 2010     | Charlotte           | Spojené státy americké | Verizon Wireless Amphitheatre    |
| 21. září 2010     | Dallas              | Spojené státy americké | Gexa Energy Pavilion             |
| 23. září 2010     | Tulsa               | Spojené státy americké | BOK Center                       |
| 24. září 2010     | The Woodlands       | Spojené státy americké | Cynthia Woods Mitchell Pavilion  |
| 26. září 2010     | Phoenix             | Spojené státy americké | US Airways Center                |
| 28. září 2010     | Chula Vista         | Spojené státy americké | Cricket Wireless Amphitheatre    |
| 1. říjen 2010     | Hollywood           | Spojené státy americké | Hollywood Bowl                   |
| 2. říjen 2010     | Irvine              | Spojené státy americké | Verizon Wireless Amphitheatre    |
| Evropa            |                     |                        |                                  |
| 14. říjen 2010    | Štýrský Hradec      | Rakousko               | Stadthalle Graz                  |
| 15. říjen 2010    | Curych              | Švýcarsko              | Hallenstadion                    |
| 16. říjen 2010    | Paříž               | Francie                | Palais Omnisports de Paris-Bercy |
| 18. říjen 2010    | Brusel              | Belgie                 | Forest National                  |
| 19. říjen 2010    | Enschede            | Nizozemsko             | Go Planet Coliseum               |
| 21. říjen 2010    | Kodaň               | Dánsko                 | Forum Copenhagen                 |
| 22. říjen 2010    | Göteborg            | Švédsko                | Scandinavium                     |
| 23. říjen 2010    | Oslo                | Norsko                 | Oslo Spektrum                    |
| 24. říjen 2010    | Stockholm           | Švédsko                | Annexet                          |
| Severní Amerika   |                     |                        |                                  |
| 9. prosinec 2010  | Odessa              | Spojené státy americké | Ector County Coliseum            |